# Ferdinand Adolf Kehrer

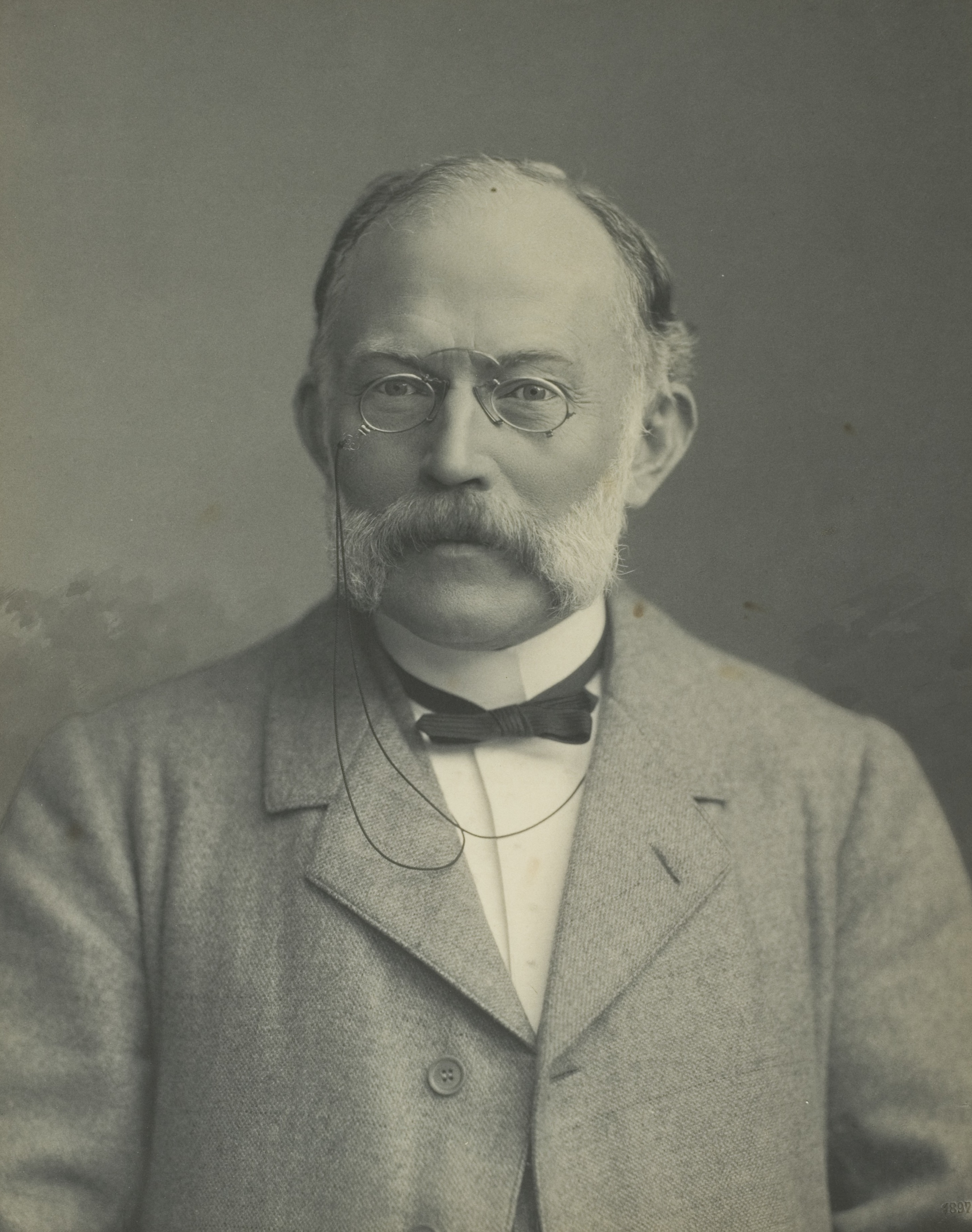
Ferdinand Adolf Kehrer

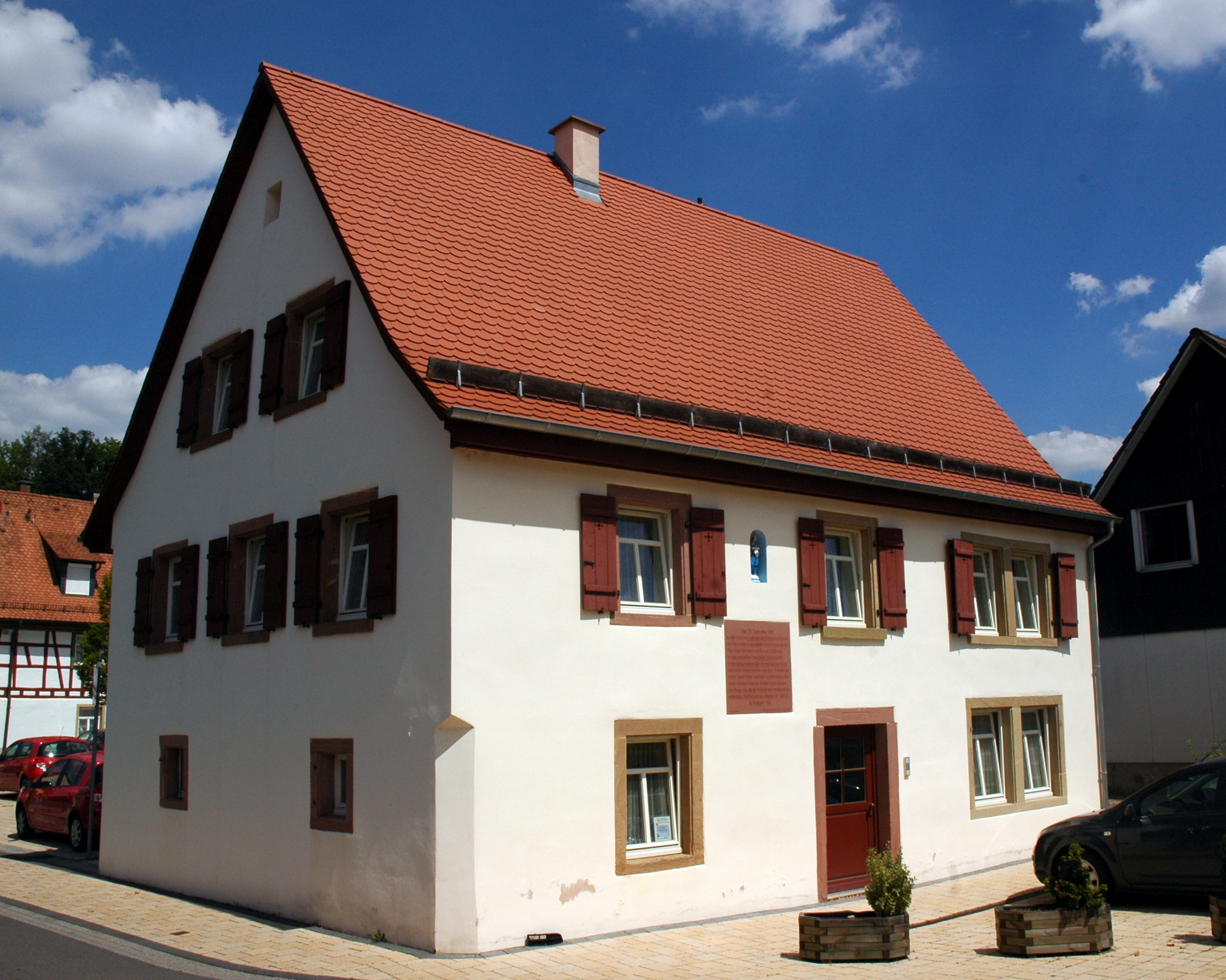
Das Haus in Meckesheim, in dem Kehrer 1881 den ersten Kaiserschnitt durchgeführt hat

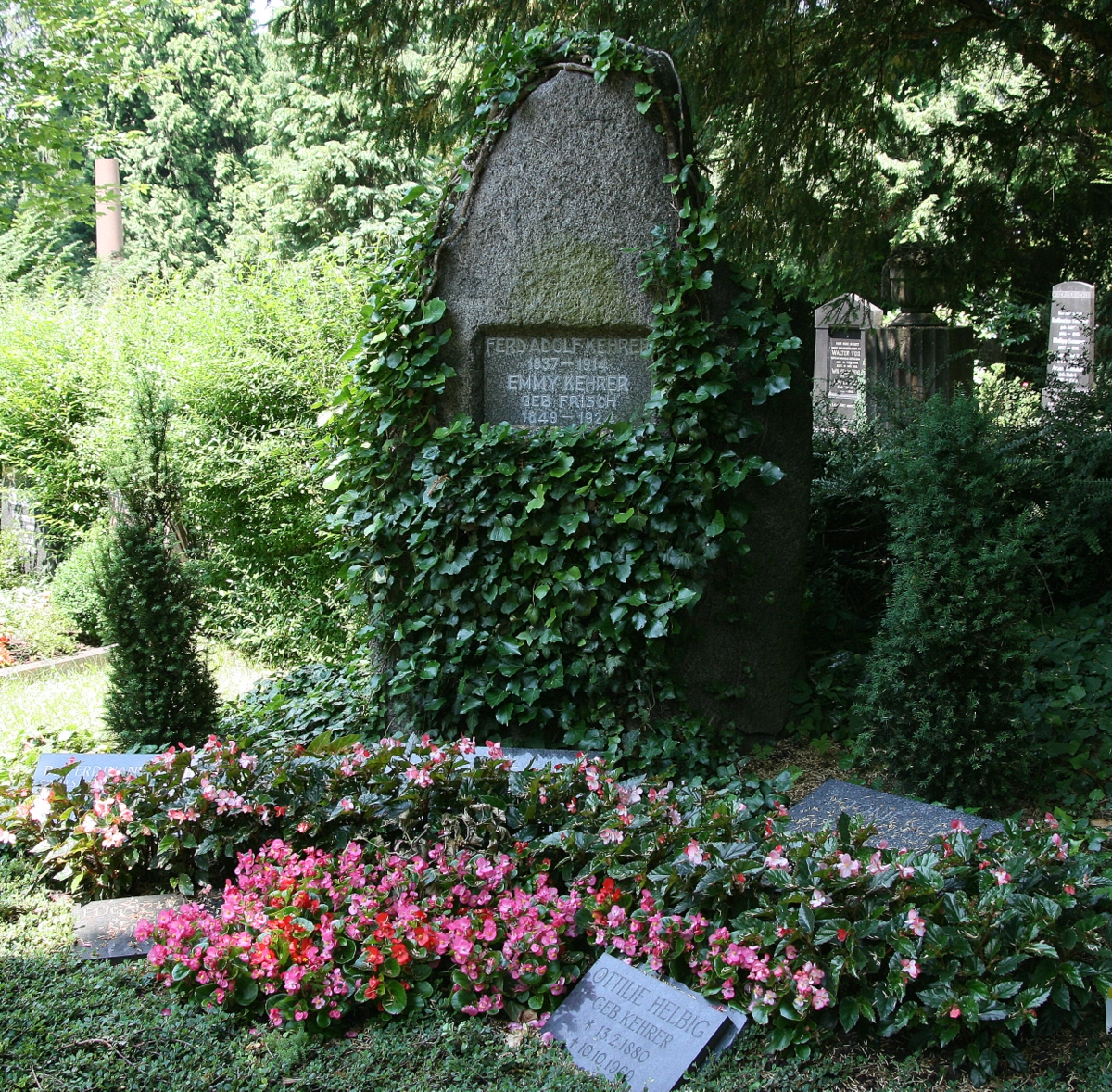
Die Grabstätte von Ferdinand Adolf Kehrer auf dem Heidelberger Bergfriedhof

Ferdinand Adolf Kehrer (* 16. Februar 1837 in Guntersblum; † 16. Juni 1914 in Heidelberg) war ein deutscher Gynäkologe und Geburtshelfer. Er begründete 1881 den modernen Kaiserschnitt und führte 1882, zeitgleich mit Max Sänger, die doppelte Uterusnaht bei der Schnittentbindung ein.

## Leben
Kehrers Vater war Landarzt, seine Mutter die Tochter eines Apothekers. Nach dem Besuch der Volksschule in seiner Heimatgemeinde in Rheinhessen besuchte er ab 1847 ein Gymnasium in Worms und studierte später in Gießen, München und Wien Medizin.
1860 promovierte er in Gießen mit dem Thema „Die Geburten in Schädellage mit rückwärts gerichtetem Hinterhaupte“. Nachdem er zunächst als praktischer Arzt in Gießen tätig war, habilitierte er sich 1864 für Geburtshilfe und wurde 1868 zum Extraordinarius ernannt. Kehrer war von 1871 bis 1881 als Ordinarius (1872) der Geburtshilfe zugleich Direktor der Frauenklinik Gießen. 1881 erhielt er den Ruf auf einen Lehrstuhl für Frauenheilkunde an der Universität Heidelberg und wurde dort später auch Dekan der medizinischen Fakultät. Kehrer war darüber hinaus der erste Ordinarius für Geburtshilfe in Heidelberg.
Dort setzte er den Neubau der Entbindungsanstalt im Bergheimer Klinikum durch, der 1883 errichtet wurde.
Ferdinand Adolf Kehrer hat 1897 als erster Deutscher erfolgreich die Unfruchtbarmachung einer Frau durch Verschluss der Eileiter (Tuben) durchgeführt. Er gehört damit zu den Pionieren der Tubensterilisation, eines Operationsverfahrens, welches trotz seiner Nachteile – es bewirkt dauerhafte Unfruchtbarkeit – heute die weltweit am häufigsten verwendete Methode zur Empfängnisverhütung bei verheirateten gebärfähigen Frauen und damit ein wesentliches Element der individuellen Familienplanung ist. 
Kehrer berichtete über den in der Heidelberger Universitätsklinik durchgeführten Eingriff im Centralblatt für Gynäkologie. Er hatte die Tubensterilisation an einer 27 Jahre alten Frau vorgenommen, die bereits sechs Kinder hatte, die „rachitisch, idiotisch und zum Theil mit Enuresis (Bettnässen) behaftet“ waren. Bei allen war der Geburtsverlauf kompliziert gewesen, eine weitere Schwangerschaft hatte Kehrer wegen stetigen Gewichtsverlustes der Mutter im 4. Monat abgebrochen. Die Sterilisation war auf Wunsch des Ehepaares und in Absprache mit dem Hausarzt vorgenommen worden, da „die Nachkommenschaft krank, ja theilweise blödsinnig war“ und „da man als Arzt die Pflicht habe, eine Frau dem Manne und den hilfsbedürftigen Kindern zu erhalten“. 1898 führte Kehrer erfolgreich eine weitere Tubensterilisation „wegen schwerer in allen Schwangerschaften aufgetretener maniakalischer Zufälle mit Kindesmordversuchen“ durch. Beide Tubensterilisationen waren insofern medizinisch begründet, dass es darum ging, die Gesundheit von zwei Frauen zu erhalten, weil sie für die Versorgung der Kinder gebraucht würden bzw. das Leben von Kindern durch ihre Krankheit gefährdet gewesen sei.
In der zu Beginn des 20. Jahrhunderts durch seine Eingriffe entfachten Debatte über die Vorbedingungen zur Durchführung von Tubensterilisationen forderte Kehrer:
- eine übereinstimmende, möglichst schriftliche Erklärung beider Ehegatten über ihre Zustimmung zur Herbeiführung dauerhafter Unfruchtbarkeit;
- die schriftliche Zustimmung seitens des Hausarztes und eines erfahrenen Gynäkologen und Geburtshelfers;
- dass zuvor alle anderen Mittel zur Empfängnisverhütung vergebens angewendet sein sollten;
- dass die betroffene Frau in der Regel mehrere lebende Kinder haben sollte.[9]

Als medizinische Gründe für die Durchführung von Sterilisationen galten damals eine Erschöpfung, ausgelöst durch schlechte Ernährung oder Blutarmut, die Epilepsie, schwere Psychosen und Herzerkrankungen sowie die Tuberkulose. Bei Nervenerkrankungen, die mit erheblichen körperlichen Beeinträchtigungen einhergingen und von denen man – teilweise zu Recht – annahm, dass sie vererbt würden, kamen eugenische Gründe hinzu, wobei man noch davon ausging, dass diese wegen der Seltenheit schwerster Erbfehler keine praktische Bedeutung erlangen würden. Während des Ersten Weltkrieges und in der Weimarer Republik traten dann eugenische und bevölkerungspolitische Gründe verbunden mit der Forderung nach Zwangssterilisationen zunehmend in den Vordergrund.
Mit seiner Frau Emmy (1849–1924), der Tochter des Tiermalers Friedrich Frisch, hatte Kehrer vier Kinder, darunter den späteren Kunsthistoriker Hugo Kehrer. Ein weiterer Sohn, Erwin Kehrer, war wie er Gynäkologe und leitete bis zu seiner Zwangsemeritierung 1939 die Marburger Universitäts-Frauenklinik.
Ferdinand Adolf Kehrer ruht in der Familiengrabstätte auf dem Bergfriedhof Heidelberg, (Abt. T). Der Grabstein ist ein Granitfindling mit einem tafelartigen Feld in der Mitte. Auf Liegesteinen sind die Namen der weiteren Familienmitglieder, die hier ruhen, festgehalten.

## Leistungen
Kehrer ist bekannt für seine bahnbrechende Kaiserschnittmethode, bei der die Gebärmutter nicht wie bis dahin üblich von oben nach unten, sondern quer (mittels Bogenschnitt) aufgeschnitten und nach der Entbindung durch 3-Schicht-Naht von Muskulatur und Bauchfellüberzug wieder verschlossen wird. Diese konservativ klassischer Kaiserschnitt genannte Operationsmethode wandte Kehrer erstmals am 25. September 1881 in Meckesheim bei der 28-jährigen Emilie Schlusser an, die zuvor schon drei Kinder auf natürlichem Wege zur Welt gebracht hatte, die allerdings alle im ersten Lebensjahr verstorben waren. Assistiert von zwei Chirurgen, einem praktischen Arzt (Dr. med. Schütz aus Neckargemünd) und der Walldürner Hebamme Maria Zeeb, führte er die etwa einstündige Operation durch. Mutter und Kind waren nach der Operation wohlauf. Während die Mutter bereits im Alter von 34 Jahren starb, wurde das Kind 69 Jahre alt. Noch heute erinnert in der nach ihm benannten Prof.-Kehrer-Straße in Meckesheim (zuvor Mandelgasse) am Haus dieser Geburtsoperation eine Inschrift an die großartige Pionierleistung.
Im Jahr 1882 publizierte Kehrer das von ihm, wie auch zeitgleich von Max Sänger, entwickelte Verfahren der doppelten Gebärmutternaht nach dem Kaiserschnitt, das die Schnittentbindung sicherer machte.
Diese Kaiserschnittmethode senkte die Müttersterblichkeit von ehemals 60–70 % bei der alten Kaiserschnittmethode auf unter 1 % und wird in der Modifikation nach Hermann Johannes Pfannenstiel, bei der auch die Bauchdecke durch einen Horizontalschnitt eröffnet wird, heute weltweit angewendet.

## Auszeichnungen und Ehrungen

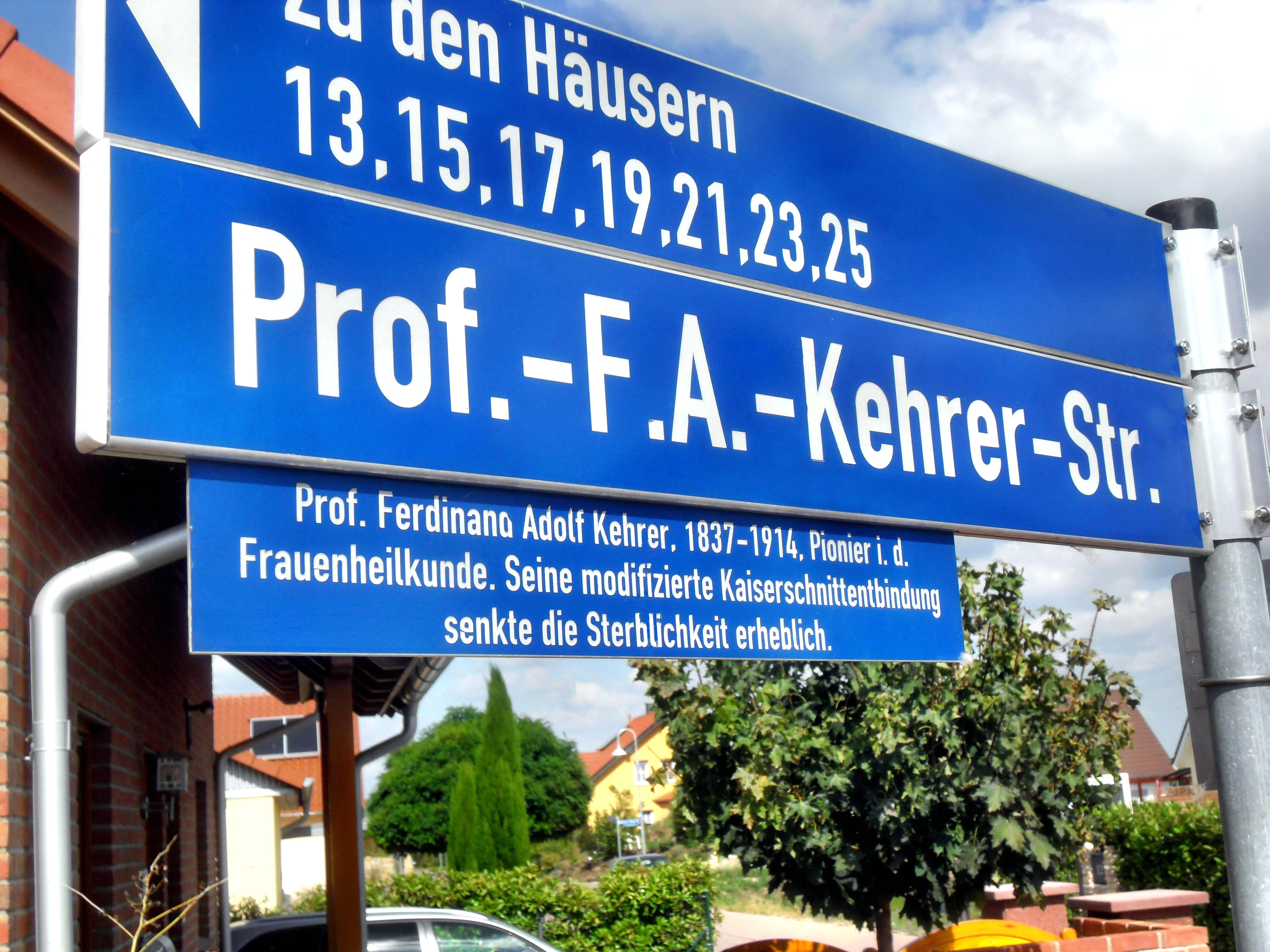
Straßenschild der Prof.-F.A.-Kehrer-Straße in Guntersblum

- 1887 Ritter des Zähringer Löwenordens
- 1889 Hofrat
- 1894 Geheimer Hofrat
- 1899 Kommandeur des Zähringer Löwenordens
- 1902 Geheimer Rat II. Klasse
- In seinem Heimatort Guntersblum und in Meckesheim wurde jeweils eine Straße nach ihm benannt: in Guntersblum die Prof.-F.-A.-Kehrer-Straße, in Meckesheim die Prof.-Kehrer-Straße.